# Calanthe alismifolia
Calanthe alismifolia är en orkidéart som beskrevs av John Lindley. Calanthe alismifolia ingår i släktet Calanthe och familjen orkidéer. Inga underarter finns listade i Catalogue of Life.